# Övra Trollbergstjärnen
Övra Trollbergstjärnen är en sjö i Ljusdals kommun i Hälsingland och ingår i Ljusnans huvudavrinningsområde. Sjöns area är 0,014 kvadratkilometer och den befinner sig 352 meter över havet.